# Anolis guamuhaya
Anolis guamuhaya är en ödleart som beskrevs av  Garrido PÉREZ-BEATO och MORENO 1991. Anolis guamuhaya ingår i släktet anolisar, och familjen Polychrotidae. Inga underarter finns listade i Catalogue of Life.